# 1180 Rita
1180 Rita è un asteroide della fascia principale del diametro medio di circa 97 km. Scoperto nel 1931, presenta un'orbita caratterizzata da un semiasse maggiore pari a 3,9944529 UA e da un'eccentricità di 0,1597305, inclinata di 7,19866° rispetto all'eclittica.
L'origine del suo nome è sconosciuta.
Fa parte del gruppo dinamico di asteroidi Hilda, che si trova in risonanza 2:3 col pianeta Giove.